# Мајор Баук
Мајор Баук је југословенски драмски филм из 1951. године, у режији Никола Поповић.

## Радња
Поред леша непознатог човека, за којег четници тврде да је мајор Баук, Баукова мајка се сећа његовог детињства проведеног у напорном раду, штрајковима и сукобима са полицијом, окупације 1941. године, прве Баукове победе над немачким окупаторима и првог сукоба са четницима.

## Улоге
| Глумац                     | Улога                 |
| -------------------------- | --------------------- |
| Маријан Ловрић             | Милош Баук            |
| Богдан Кужет               | Милош Баук (као дете) |
| Царка Јовановић            | Марија Баук           |
| Никола Поповић             | Мајор Вранић          |
| Драгомир Фелба             | Ђура                  |
| Фран Новаковић             | Триша                 |
| Јожа Грегорин              | Петар                 |
| Душан Ђермановић           | Душан                 |
| Васо Косић                 | Гајо                  |
| Данило Маричић             | Ненад Јеличић         |
| Миња Николић               | Миља Јеличић          |
| Вјекослав Афрић            | учитељ                |
| Никола Гашић               | Брадоња               |
| Виктор Старчић             | Агент                 |
| Иво Пајић                  | Момак                 |
| Света Милутиновић          | Четнички подофицир    |
| Дејан Дубајић              |                       |
| Станко Буханац             |                       |
| Сафет Пашалић              |                       |
| Јозо Бакотић               |                       |
| Иван Ђурђевић              |                       |
| Михајло Мрваљевић          |                       |
| Миле Пани                  |                       |
| Радивоје Ранисављевић Лала |                       |

Комплетна филмска екипа ▼
| Редитељ                   | Никола Поповић         |                                                   |
| Сценариста                | Бранко Ћопић           |                                                   |
| Композитор                | Фран Лотка             |                                                   |
| Директор фотографије      | Михаило Ивањиков       |                                                   |
| Монтажер                  | Ружица Цвингл          |                                                   |
| Сценограф                 | Коста Кривокапић       |                                                   |
| Уметнички директор        | Владо Бранковић        |                                                   |
| Уметнички директор        | Џемо Ћесовић           | (ас Дземал Цесовиц)                               |
| Одсек за шминку           | Ивица Бенчић           | шминкерка                                         |
| Одсек за шминку           | Софија Николић         | асистант шминкера                                 |
| Одсек за шминку           | Сукрија Шаркић         | асистант шминкера                                 |
| Менаџер продукције        | Ђорђе Петек            | вођа снимања                                      |
| Менаџер продукције        | Шалим Ресуловић        | директор филма                                    |
| Помоћник режије           | Блажо Николић          | помоћник редитеља                                 |
| Помоћник режије           | Хидајет Рибић          | помоћник редитеља                                 |
| Уметнички одсек           | Нада Зорн              | сценски реквизитер                                |
| Одсек за звук             | Миро Хрбачек           | асистент тонског сниматеља (као Мирослав Хрбачек) |
| Одсек за звук             | Драгутин Јелић         | тон мајстор                                       |
| Одсек за камеру и расвету | Сулејман Балић         | пратилац камере                                   |
| Одсек за камеру и расвету | Ирфан Хаџиомеровић     | вођа расвете                                      |
| Одсек за камеру и расвету | Авдо Халибашић         | вођа расвете                                      |
| Одсек за камеру и расвету | Мухамед Карамехмедовић | пратилац камере                                   |
| Одсек за костим           | Нада Зорн              | гардеробер                                        |
| Остала екипа              | Нада Марковић          | секретар режије                                   |